# Бомко Микола Дмитрович
Мико́ла Дми́трович Бо́мко (1973—2023) — український військовослужбовець, штаб-сержант, учасник російсько-української війни, що відзначився і загинув у ході російського вторгнення в Україну. Герой України (2024, посмертно).

## Життєпис
Народився 22 травня 1973 року в селі Селище Тиврівського (нині — Вінницького) району Вінницької області. Навчався у місцевій школі, потім у Академії Прикордонних військ України, пізніше також у Чернівецькому навчально-науковому юридичному інституті Національного університету «Одеська юридична академія». 
У 1993—2004 роках служив у Прикордонних військах (з 2004-го — Державній прикордонній службі) України на пункті пропуску «Рава-Руська», що на кордоні з Польщею. Звільнився у військовому званні «прапорщик».
2004 року став засновником заводу з розливання «Підбузької мінеральної води» (у Дрогобицькому районі Львівщини). Останнім часом проживав у м. Болехові Калуського району (Івано-Франківської області). 
Після початку повномасштабної війни добровольцем разом з двома синами пішов захищати Україну. Навесні 2022 року усі троє стали інструкторами з протитанкових ракетних комплексів в одному із навчальних центрів Сухопутних військ Збройних Сил України.
Протягом тривалого часу Микола із синами добивалися переведення у бойову частину, поки навесні 2023 року їм вдалося перевестись до 3-го батальйону оперативного призначення («Свобода») 4-ї Бригади оперативного призначення "Рубіж" Національної гвардії України.
Загинув 1 червня 2023 року в районі села Спірного Бахмутського району Донецької області. Завдяки його мужності та професіоналізму зупинено просування противника, знищено значну кількість окупантів і їхньої техніки.
Похований 7 червня 2023 року у Болехові.
Без Миколи лишились мама, дружина та двоє синів.

## Нагороди
- Звання Герой України з удостоєнням ордена «Золота Зірка» (28 червня 2024, посмертно) — за особисту мужність і героїзм, виявлені у захисті державного суверенітету та територіальної цілісності України, самовіддане служіння Українському народові[2].